# 테쿰세의 전쟁

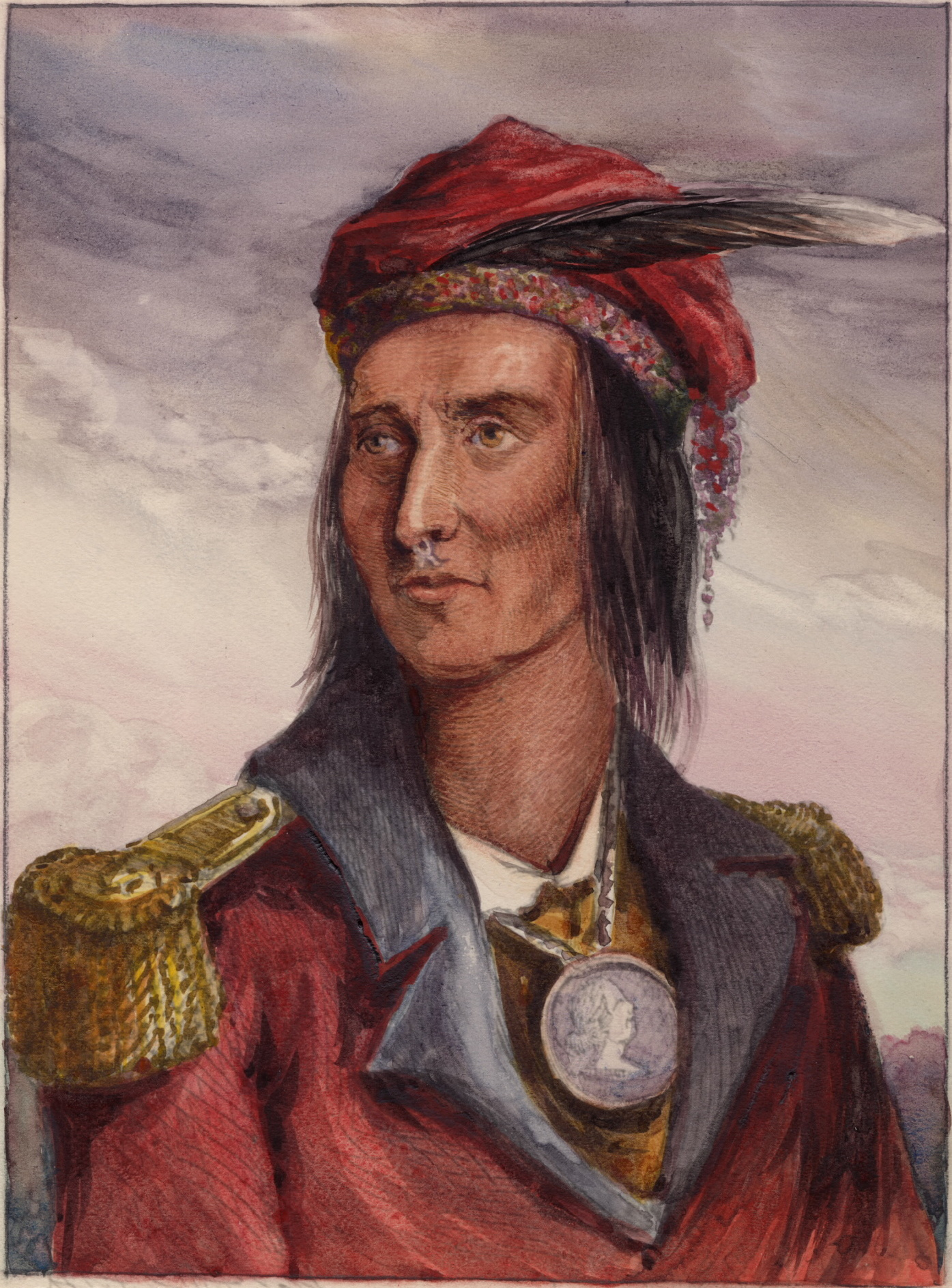
테쿰세, 벤슨 로싱 그림, 1808년 그림을 바탕으로 1848년에 그린 그림

테쿰세의 전쟁(Tecumseh’s War, Tecumseh’s Rebellion)은 미국 북서부 영토를 빼앗긴 쇼니 족을 비롯한 인디언 부족 동맹이 봉기하여 미합중국군과 저항전을 벌인 ‘미국 인디언 전쟁’이다.

## 개요
미합중국의 영토 침략에 대해 쇼니 족의 테쿰세의 요청으로 인디언 여러 부족들이 봉기한 이 전쟁은 1811년의 ‘티피카누 전투’에서 미합중 군대의 윌리엄 헨리 해리슨의 승리로 끝났다. 그러나 미영 전쟁 때 (1812-1815)까지 테쿰세 무리들의 저항은 계속되었기 때문에, 미영 전쟁의 일부로 간주되고 있다.
인디언 사회에서 독재 권력을 가진 대표인 수장은 존재하지 않는다. 인디언은 합의제 민주주의에 입각하여 모든 계약을 합의로 결정하는 사회였다. 백인은 테쿰세를 전투 ‘지도자’, ‘선동자’로 간주하여, ‘테쿰세의 전쟁’이라고 명명하였지만, 테쿰세 혼자서 이들을 이끈 것은 아니었다. 테쿰세는 ‘존경받는 대전사’ 또는 ‘조정자’인 추장으로, 백인의 영토 침략을 단호히 거부하고 주전파의 의견을 대표하며 백인과 협상을 한 인물일 뿐이었다.

## 북서 인디언 전쟁 이후

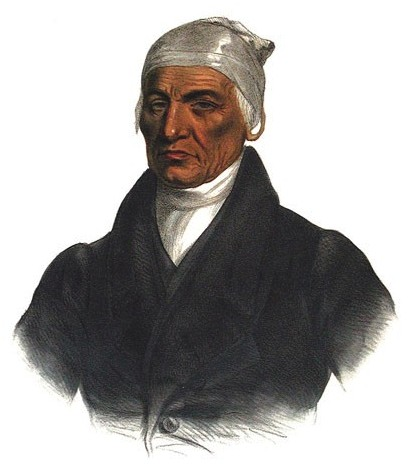
쇼니 족의 블랙 후프 추장(Catecahassa)은 1812년 전쟁에서 미국 연합과 테쿰세 동맹의 견실한 상대였다.

이 전쟁의 2명의 주요 지도자 테쿰세와 윌리엄 헨리 해리슨은 1794년에 북서 인디언 전쟁의 끝이 되었던 폴른 팀버스 전투에 젊은 병사, 전사로 참여했다. 테쿰세는 북서 인디언 전쟁이 끝나고 체결했던, 쇼니 족과 다른 아메리카 인디언이 살았던 오늘 날의 오하이오의 대부분을 미합중국에 양도하는 〈그린빌 조약〉에 서명을 거부했다. 하지만 그 지역의 많은 인디언 부족은 조약을 받아들였고, 10년간 인디언 부족을 통합한 미합중국의 통치에 대한 반항이 자취를 감추었다.
〈그린빌 조약〉 이후 오하이오에 살던 쇼니 족의 대부분은 블랙 후프 추장의 조약 체결(× 표시를 했다) 이후 오글레이즈 강 와파코네타의 쇼니 족 마을에 정착했다. 북서 인디언 전쟁에 참가했던 마이애미 족의 리틀 터틀 마이애미족 추장도 조약에 조인(× 표시를 했다)했고, 일 강(Eel River) 근처에 있는 그의 마을에서 살고 있었다. 블랙 후프와 리틀 터틀 두 사람 모두 미합중국의 동화 정책에 따라 백인 문화를 받아 들여 문명에 적응하려고 했다.
이 지역의 부족들은 대부분의 남부 인디애나를 미국에 공식적으로 양도한 〈그라우스랜드 조약〉과 〈비센즈 조약〉을 포함한 여러 조약을 맺었다. 이 조약들은 인디애나에 개척민들의 이주를 허용하고, 개척민들이 거주하는 땅에 대한 보상을 인디언에게 함으로써 긴장의 완화로 이어졌다.

## 종교 부활

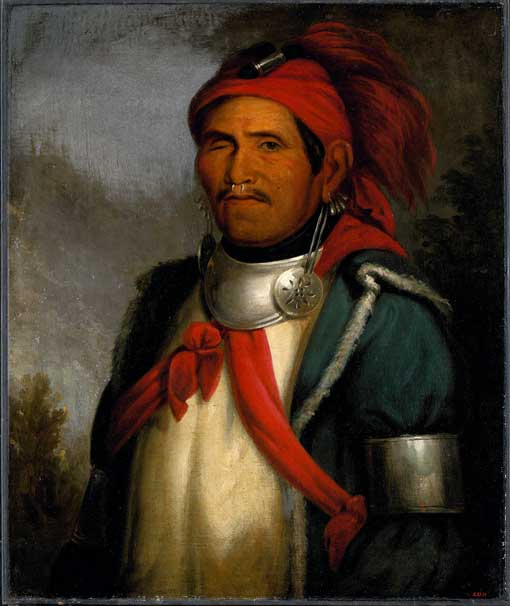
텐스카타와, by 찰스 버드 킹

1805년, 이 지역의 가장 중요한 지도자였던 레나페 족의 추장 버콩가헬라가 천연두와 독감으로 사망했다. 주변 부족민들은 그 죽음이 주술로 인한 것이며, 의심의 대상이 된 레나페 마녀들의 마녀사냥과 죽음으로 이어졌다. 마녀 사냥꾼들은 1805년 그들의 리더로 부상한 테쿰세의 동생인 텐스카타와(예언자)가 이끄는 토속 종교 부활을 외쳤다. 그는 재빨리 백인 사회에 타협하려는 추장의 영향력에 으름장을 놓았다. 종교적 교훈의 일부로서, 텐스카타와는 인디언들에게 음주와 유럽식의 옷과 총기와 같은 유럽에서 온 미국인들의 생활 방식을 배척하라고 촉구를 했다. 그는 또한 미합중국에 더 이상의 토지를 양도하는 것을 자제해야 한다고 주장했다. 텐스카타와의 그러한 생각은 많은 인디언의 공감을 불러일으켰다. 미합중국과 협력할 방향으로 기울어져 있던 많은 인디언이 배신자로 죽었다. 블랙 후프도 마녀사냥꾼들에게서 비난을 받았지만, 위해를 당하지는 않았다. 텐스카타와는 그린빌의 그의 마을에서 블랙 후프의 미합중국과의 우호 관계의 체면을 손상하여 이 지역에서 긴장이 고조되었다. 블랙 후프와 다른 부족의 지도자들은 텐스카타와와 그를 따르는 사람들에게 압력을 가해 긴장 고조를 막기 위해 떠나도록 했다.
1808년경 백인과 와파코네타의 쇼니 족 간의 긴장이 고조되자 테쿰세와 텐스카타와는 마을을 떠나 서쪽으로 가서 와바시 강과 티페카누 강이 합류하는 근처의 프라핏츠타운 마을을 건설했다. 리틀 터틀 추장이 형제를 환영할 수 없음을 전했지만, 그러한 경고는 무시되었다.
그 후 3년간 테쿰세는 미합중국 동부 전역을 여행하면서 화롯불을 둘러싼 수백번의 회의석상에서 연설하고 다녔다. 테쿰세는 인디언과 백인 사이의 역사에 대한 해박한 지식을 가지고 있었으며, 그것을 연설에서 효과적으로 사용했다. 이렇게 텐스카타와의 교리는 널리 알려지게 되었고 많은 인디언 부족에서 찬동자들을 끌여들였다. 그 부족은 쇼니족, 캐나다의 이로쿼이족, 치카모가족, 폭스족, 마이애미족, 밍고족, 오지브와족, 오타와족, 키카푸족, 델라웨어족, 마스쿠텐족, 포타와토미족, 소크족과 와이언도트족 (휴런족)이었다. 테쿰세는 이러한 부족 동맹의 중재자로서 존경을 받았지만, 종교적인 호소로 그 기반을 닦은 것은 동생 텐스카타와의 덕이었다.

## 인디애나 준주
한편 1800년에 윌리엄 헨리 해리슨은 새로 만들어진 인디애나 준주의 주지사가 되어 빈센즈에 그 관청을 뒀다. 해리슨은 미합중국 식민지 정책의 확장을 위해, 인디언의 땅에 대한 소유권을 확보하려고 했다. 특히 해리슨은 인디애나 주의 승격에 필요한 만큼의 백인 정착민을 끌어들이려 했다. 해리슨은 미국 인디언과 많은 토지의 양도에 관한 조약 협상을 통해 1809년 9월 30일 〈웨인 요새 조약〉으로 완결시키고 있었다. 이 조약은 리틀 터틀과 다른 부족의 추장들이 약 12,000 km2의 땅을 미합중국에 매각하는 것으로 서면에 서명(× 표시)을 받았다.

## 갈등
테쿰세는 웨인 요새 조약 체결 소식을 듣고 격노해서, 뛰어난 정치가로서의 역량을 발휘했다. 테쿰세 몇 년 전에 쇼니 족의 블루 재킷이나 모호크 족의 조셉 브랜트가 한 것과 같은 많은 지지를 받았던 사상들을 다시 되살려냈다. 그들의 생각은 “아메리카 인디언의 땅은 모든 부족의 공유물이며, 따라서 모든 부족의 동의 없이 땅을 팔 수 없다”는 인디언 문화의 기본 이념이었다. 테쿰세는 그러한 광범위한 합의가 불가능하다는 것을 알고 있었지만, 그러한 주장이 그가 지지를 받는 이유임을 알았다. 백인들은 원래 대표권이 없는 추장을 ‘부족 대표’로 조약을 서명(× 표시를 쓰면된다)하게 했으며, 모든 지파의 승낙을 얻은 것으로 생각하고, 무력으로 그들을 영토에서 몰아 왔다. 그러나 인디언의 입장에서 이런 것은 합의를 거치지 않은 규칙 파괴 행위였다. 아직 미합중국에 대항할 준비가 되지 않았으므로, 초기에는 조약에 서명한 인디언 지도자들이 테쿰세의 주적이 되었고, 그들 모두를 척살하겠다고 위협했다.
테쿰세는 조상들의 방식으로 되돌아가야 한다는 형제의 교훈을 설파하며 넓은 지역을 돌아다녔다. 전사들에게 백인에 협력하는 지도자를 저버리고, 프라릿츠타운에서 저항운동에 동참하라고 촉구했다.
해리슨은 테쿰세에게 깊은 인상을 받았으며, 그를 “흔히 볼 수 없는 천재들 중의 하나”라는 편지를 썼다. 해리슨은 테쿰세가 저지하지 않으면 강력한 제국을 만들 잠재력을 가지고 있다고 생각했다. 해리슨은 봉기를 시도하기엔 늦었다고 생각했지만, 그가 거대한 부족 동맹을 결성할 수 있다는 두려움을 가졌다. 영국인들이 북서부 영토에 대한 영유권을 억제하기 위해 그러한 상황을 이용할 것이 뻔했다.

### 그라우스랜드 대면

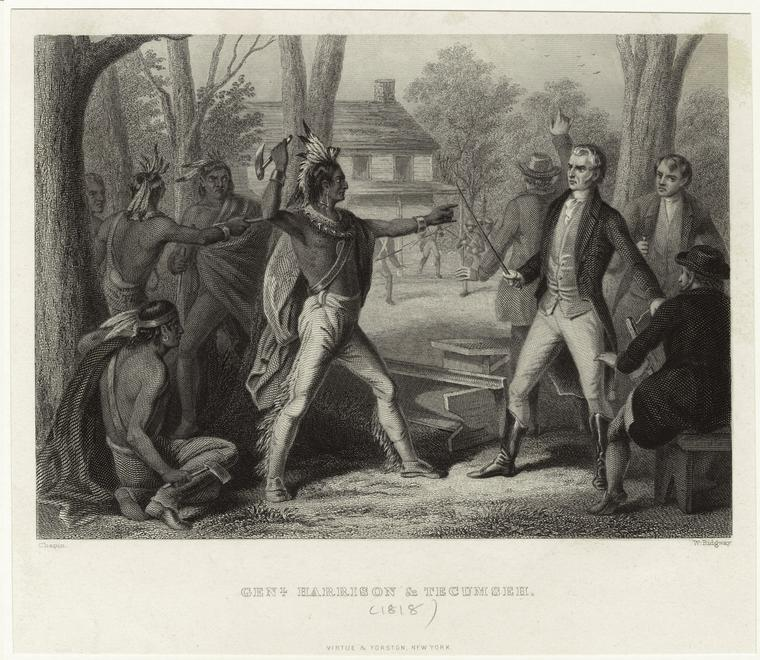
1810년 빈센즈에서, 윌리엄 헨리 해리슨이 웨인 요새 조약을 무효화하는 제의를 거절하자 테쿰세가 화를 내고 있다.

1810년 8월 20일 테쿰세와 400명의 무장한 인디언 전사들이 와바시 강 하류를 여행하다가 빈센즈에서 해리슨과 만나게 되었다. 전사들은 모두 전쟁 분장을 하고 있었으며, 그들의 갑작스런 등장은 군인들을 긴장하게 했다. 그 무리의 지도자들은 그라우스랜드로 안내되어 그곳에서 해리슨을 만났다. 테쿰세는 〈웨인 요새 조약〉이 불법이라고 주장했으며, 조약을 무효화하고, 미국인들이 그 조약으로 매각된 땅에 정착을 시도해서는 안된다고 경고했다. 테쿰세는 해리슨에게 그 조약이 발효되면, 조약에 서명한 지도자들을 척살할 것이며, 부족동맹이 빠르게 커져가고 있다고 확인시켰다.
해리슨은 마이애미 족이 땅주인이며, 그들이 원하면 팔 수 있다고 테쿰세에게 응답했다. 그는 모든 인디언들이 하나의 국가를 형성하고 있다는 테쿰세의 주장을 일축하면서, 각 국가는 미국과 개별적인 관계를 가질 수 있다고 주장했다. 그 증거로 해리슨은 하나의 나라라면, 위대한 정신이 모든 부족을 하나의 언어로 말하게 했을 것이라고 테쿰세에게 말했다. 테쿰세는 열정적으로 반박했지만, 해리슨은 그의 말을 알아들을 수가 없었다. 해리슨에게 우호적이던 한 쇼니 족이 옆에서 권총을 빼들고 해리슨에게 테쿰세가 문제를 일으킬 말을 했다고 경고했다. 마침 테쿰세의 말을 알아들을 수 있는 육군 중위가 테쿰세가 해리슨을 죽이라고 전사들을 선동하고 있다고 해리슨에게 경고를 해주었다. 많은 전사들이 무기를 꺼내들었고, 해리슨도 검을 뽑았다. 타운의 전체 인구는 고작 1,000명이었고, 테쿰세의 전사들은 그 마을 손쉽게 학살할 수 있었지만, 몇 명의 장교들이 권총을 빼어들면서 방어태세를 갖추자 전사들이 물러나기 시작했다. 해리슨에게 우호적이던 위네맥 추장이 전사들에게 테쿰세의 주장을 반박하면서, 평화 사절로 왔기 때문에 평화가 유지되어 하며, 다른 날에 싸워야 한다고 전사들에게 가르침을 내렸다. 떠나기 전에 테쿰세는 해리슨에게 조약이 무효화 되지 않으면, 영국과 동맹을 모색할 것이라고 알렸다.

### 고조되는 긴장
1811년 여름, 테쿰세와 해리슨은 다시 빈센즈에서 회견했으며, 몇 명의 개척자가 인디언에게 살해된 사건을 대해 테쿰세 측을 비난했다. 테쿰세는 해리슨 측의 법의 심판에 맡기는 것을 거부했다. 쇼니 족 형제는 미합중국과의 평화를 유지할 의도가 있음을 약속했다. 테쿰세는 이후 남부를 여행하고 이른바 ‘문명화된 다섯 부족’에서 동맹자를 모집했다. 남부 부족 대부분은 테쿰세의 제안을 거절했지만, 후에 ‘레드 스틱스(빨간 막대)’로 알려지게 된 크리크 족 전사단만이 테쿰세의 무장 봉기 방안에 동참했다. ‘레드 스틱스’는 미영 전쟁 중 ‘크리크 전쟁’에서 싸웠다.

## 티피카누 전투

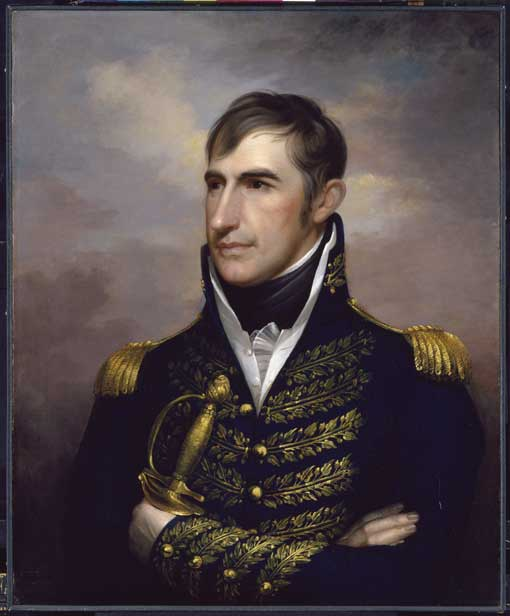
윌리엄 헨리 해리슨, 1814년 렘브란트 필리 작

테쿰세가 남부에 있는 동안, 해리슨 지사는 1,000명 이상의 부대를 데리고 빈센즈에서 와바시 강을 거슬러 텐스카타와와 그 동료를 위협하려 했다. 해리슨 부대는 도중에 오늘 날 테르오트 근처에 해리슨 요새를 건설했다. 해리슨이 요새에 있는 동안, 육군 장관 윌리엄 유스티스에게서 명령이 도착했다. 그것은 “필요하다면 피라핏츠타운 인디언들을 제거하기 위하여 무력을 행사해도 좋다”는 것이었다. 1811년 11월 6일 늦게 해리슨 부대가 피라핏츠타운 외부에 도착했을 때, 한 젊은 인디언이 백기를 흔들며 말을 타고 마을 밖으로 나왔다. 그 인디언은 평화를 위한 회의를 하고 있기 때문에 다음날까지 전투를 하지 말자고 요구하는 텐스카타와의 메시지를 전했다. 해리슨도 동의했지만 텐스카타와의 진의를 의심하여, 밤새 보초를 세워 두었다. 텐스카타와 무리들은 해리슨이 마을을 습격하려 한다고 생각하고는 선제공격을 하기로 했으며, 약 500명의 전사가 미합중군의 주둔지로 향했다.
그 전투가 어떻게 시작되었는지 현존하는 자료에서 정확하게 나와 있지 않지만, 해리슨이 세운 경계병이 11월 7일 새벽에 진군해 오는 인디언 전사를 발견했다. 해리슨의 병사들이 총소리를 듣고 눈을 떴을 때, 이미 인디언에 포위된 것을 알았다. 격렬한 전투가 일어났고 인디언 전사가 해리슨 부대의 방어선을 뚫고 숙영지 안까지 침투해 들어왔다. 보초들이 숙영지로 후퇴해오자 병사들은 재빨리 자발적으로 집단을 만들어 방어선을 확보하면서 반격을 시작했다. 그날 아침 동안 해리슨 부대는 여러 번 공격을 방어해 냈고, 결국 인디언 전사는 철수를 했다. 해리슨 부대는 68명이 전사하거나 중상을 입었으며, 120여명이 부상당했다. 인디언의 피해는 여러 가지 설이 있지만, 역사가들은 50명 이상 전사하고, 70 ~ 80명이 부상했다고 주장한다.
테쿰세가 지원군을 데리고 돌아올 것을 두려워한 해리슨은 진지 방어를 굳건히 하라고 명령했다. 다음날 11월 8일, 해리슨이 군인 몇 명을 인디언 마을을 정찰 보냈는데, 정착촌은 비어있었다. 인디언이 밤사이에 마을에서 빠져나간 것이었다. 승리를 거둔 미합중군은 마을을 불태우고 빈센즈로 돌아왔다. 해리슨 군 쪽도 큰 손실을 입은 전투였지만, 결과적으로 해리슨 군의 승리한 전투였다.

## 이후
텐스카타와는 “백인의 무기는 인디언 전사를 다치게 할 수 없다”고 예언했지만, 이 전투는 그들 형제의 신뢰를 상실하는 결과를 가져왔다. 이것은 심각한 좌절이 되었지만, 테쿰세는 남부로 몰래 돌아와 동맹의 재결성하기 시작했다. 미합중국이 1812년에 미영 전쟁을 시작하면서 테쿰세는 캐나다의 영국군과도 동맹을 맺었다. 그 결과 캐나다 사람들은 테쿰세를 캐나다의 우군으로 기억했지만, 미영 전쟁에서 테쿰세의 행동은 인디언을 외부의 힘으로부터 지키기 위한 계속된 노력이며, 그 도중에 쓰러지게 되었다. 해리슨은 티피카누 전투에서 테쿰세의 동맹에 치명적인 타격을 주었다고 주장했다. 해리슨은 이것으로 ‘티피카누’라는 별명을 받았으며, 이 승리의 기억을 대중들에게 어필하면서 1840년의 대통령 선거에서 승리하여 제9대 미국 대통령이 되었다.

## 같이 보기
- 미국 인디언 전쟁
- 북서 인디언 전쟁